# Andrew Dillman
Andrew Dillman, né le 1er avril 1994, est un coureur cycliste américain, spécialiste du cyclo-cross.

## Palmarès en cyclo-cross
- 2010-2011
  - 2e du championnat des États-Unis de cyclo-cross juniors
- 2011-2012
  - Granogue Cross 2 juniors, Wilmington
  - Java Johnny's - Lionhearts International Cyclo-cross juniors, Middletown
  - Harbin Park International juniors, Cincinnati
  - Derby City Cup 1, Louisville
  - Derby City Cup 2, Louisville
- 2012-2013
  - 2e du championnat des États-Unis de cyclo-cross espoirs
- 2014-2015
  -  Médaillé de bronze du championnat panaméricain de cyclo-cross espoirs
- 2015-2016
  -  Champion panaméricain de cyclo-cross espoirs
- 2016-2017
  - The North Coast Gran Prix of Cyclocross #1, Cleveland
  - The North Coast Gran Prix of Cyclocross #2, Cleveland
- 2018-2019
  - Major Taylor Cross Cup #1, Indianapolis
- 2019-2020
  - Major Taylor Cross Cup #1, Indianapolis
  - Major Taylor Cross Cup #2, Indianapolis
- 2022-2023
  - Kings CX Day 1, Mason
  - Kings CX Day 2, Mason

## Palmarès sur route
- 2018
  - 3e du Madeira Criterium
- 2019
  - 3e du Madeira Criterium
- 2022
  - Snake Alley Criterium
  - Kwik Star Criterium
- 2023
  - Kwik Star Criterium